# 生田正庵
生田正庵（いくた せいあん、1870年2月25日（明治3年1月25日） - 1936年（昭和11年）6月28日）は戦前日本の陽明学者。通称は喜市。名は信、格、中孚。字は吉卿。兵庫県出身。東正堂に漢学、南禅寺毒湛匝三に禅、楠本碩水に朱子学を学んだ後、東京で正堂創立の陽明学会に参加し、『陽明学』誌で専ら陽明学を論じた。

## 生涯
1870年2月25日（明治3年1月25日）、兵庫県神東郡田原村地主家に生まれた。1884年（明治17年）、山口県岩国町近郊保津村の陽明学者東沢瀉に入門したが、この年東正堂が跡を継いで証人社を開き、これに学んだ。この時は漢学の初学段階であり、陽明学の学説も聞いて面白いとは感じたものの、当時は要領を得なかったという。
2年後に帰郷し、独学を続けたが、農村での独学は困難であり、1890年（明治23年）、正堂と親交があった長崎県針尾島の朱子学者楠本碩水に書簡上で入門を請い、大学、中庸、近思録について教えを求めた。
明治30年代、一旦儒学に倦んで仏教に道を求め、当初華厳学に感化されるも、禅学に転じ、京都南禅寺毒湛匝三に師事し、狗子仏性の公案を授けられたが、これも人倫日用の道でないと思い直し、儒学の道に戻った。
1906年（明治39年）5月、東正堂が東京で明善学社を結び、機関誌『王学雑誌』（後『陽明学』）に寄稿するようになった。1908年（明治41年）5月31日、針尾島に碩水を訪れ、楠本正翼と交流、6月3日辞去し、帰途耶馬溪、引接寺、厳島、福山門田重長宅、後楽園に立ち寄った。1909年（明治42年）、呉廷棟の「拙修書室記」に感銘を受け、書斎を魯修書堂と号した。1912年（大正元年）11月11日にも碩水を訪問し、1915年（大正4年）暮、同じく毒湛門下だった岡彪邨と面識を持った。
1916年（大正5年）12月に碩水が死去して間もなく、1917年（大正6年）5月東京に出て、小石川区雑司ヶ谷町、後に武蔵野町吉祥寺に住み、陽明学会に参加して正堂を補佐した。1928年（昭和3年）正堂が療養のため山口県に帰ると、正堂に代わって東洋大学王陽明没後四百年祭、陽明学談話会設立を指揮した。1929年（昭和4年）には東洋大学専門部で漢文学を教えているが、在職期間等は不明である。
1936年（昭和11年）6月28日、東京帝国大学医学部附属病院で死去した。一周忌に当たり、彪邨が男子生田清の名で『正庵文稿』『王学要略』を出版した。1949年（昭和24年）6月10日、岐阜大学附属図書館に蔵書32部が渡り、その他は九州大学文学部図書室崎門文庫に入っている。

## 著書
- 『仁義礼智説』 - 国立国会図書館デジタルコレクション
- 『正庵文稿』 - 国立国会図書館デジタルコレクション
- 『王学要略』 - 国立国会図書館デジタルコレクション